# طور عبدين

كنيسة قديمة في مديات. المدينة الرئيسية قي طور عبدين

طور عبدين (بالسريانية: ܛܘܪ ܥܒܕܝܢ) (بالتركية: Tur Abdin) هضبة عالية في جنوب شرق تركيا يدمج بها النصف الشرقي من محافظة ماردين ومحافظة شرناق غرب نهر دجلة، عند الحدود مع سوريا. الاسم طور عبدين اسم سرياني(ܛܘܪ ܥܒܕܝܢ) معناه (طور «جبل» العابدين). لطور عبدين أهمية عظيمة عند الكنيسة السريانية الأرثوذكسية، فقد كانت المنطقة مسرحا لحركة سريانية رهبانية وثقافية نشطة في منطقة شمال شرق سوريا. سكان طور عبدين من السريان يسمون أنفسهم ܣܘܪܵܝܝܐ سوريويي أي سوريين، أيضا يطلقون على أنفسهم تسمية أخرى وهي ܛܘܪܵܝܐ طورويي أي سكان الجبل، وهم يتكلمون اللغة الآرامية باللهجة المسماة طورويو.
اليوم أغلب سكان طور عبدين هم قسمين من المسلمين، أكراد يتكلمون الكردية وعرب يتكلمون اللهجة المحلمية، والفئة الأخيرة في الأصل هم مسيحيين كانوا ينتمون للكنيسة السريانية الأرثوذكسية ولكنهم دخلوا الإسلام قرابة القرن السابع عشر ولكنهم ما زالوا يحفظون بعض العادات المسيحية السريانية.
عشية الحرب العالمية الأولى إحتوت المنطقة حوالي 500,000 سرياني، وفي خريف 1915 تمت مهاجمة قرى طور عابدين وقتل وتهجير السريان بها. اليوم لا يزال يعيش في طور عبدين أقلية من السريان ويدين أغلبهم بالديانة المسيحية على مذهب السريانية الأرثوذكسية، وتصل أعدادهم حاليًا في منطقة طور عبدين إلى حوالي 3,000 نسمة وذلك من أصل حوالي 50,000 سرياني يعيش في الجمهورية التركية.

## أديرة طور عبدين

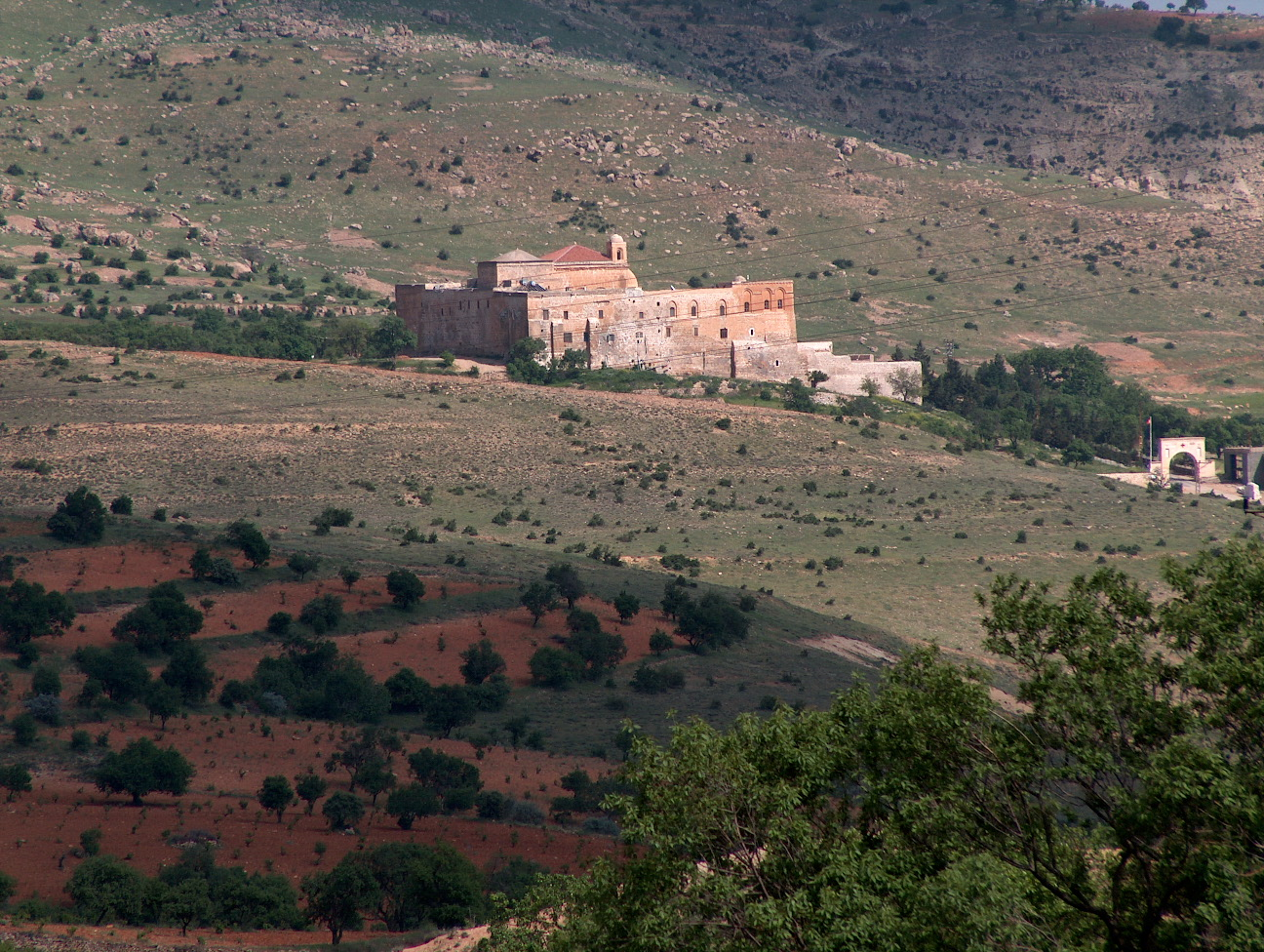
دير مار حنانيا شيد عام 493 م

أكثر ما يميز منطقة طور عبدين هو انتشار الأديرة السريانية القديمة في ربوعها وأكثر المراكز السريانية الأرثوذكسية أهمية في طور عبدين دير مار حنانيا، يقع على بعد 6 كم جنوب شرق ماردين في غربي المنطقة، بني الدير من الحجارة الصفراء ويعرف الدير بالسريانية "ܕܝܪܐ ܕܟܘܪܟܡܐ" أي دير الزعفران، شُيّد هذا الدير عام 493 م وكان مقرا للبطريرك السرياني الأرثوذكسي من عام 1160 م حتى عام 1932 م، ويقع المقر حاليا في مدينة دمشق بسوريا ورغم ذلك لا يزال الدير محتفظا بالعرش البطريركي وأضرحة سبعة بطاركة ومطارنة سوريين إلى الآن وهو من الأديرة الهامة للسريان.
اليوم يهتم برعاية الدير عدة رهبان سريان وبعض العلمانيين من أبناء الكنيسة، ويوجد في الدير مدرسة لتعليم اللغة السريانية للأطفال السريان من القرى المجاورة، ورئيس الدير هو مطران ونائب البطريرك في ماردين.
في وسط طور عبدين على طريق مديات - جزيرة بوتان Cizre يقع دير مار كبرئيل (بالسريانية: ܕܝܪܐ ܕܡܪܝ ܓܒܪܐܝܠ)، الذي بُني عام 397 م فهو إذا أقدم الأديرة السريانية الأرثوذكسية، وهو مقر مطران طور عبدين وفي الدير يقيم عدد من الرهبان والراهبات في أماكن منفصلة ويوجد فيه أيضا بيت للضيوف وقسم لسكن الطلاب الذين يعيشون فيه لتلقي تعليمهم الديني وبشكل خاص اللغة السريانية، كان لهذا الدير الفضل الأكبر في الحفاظ على شعلة الإيمان السرياني الأرثوذكسي حية في طور عبدين فقد كان للكنيسة كالقلعة الحصينة.

## مذابح طور عبدين
مقال رئيسي مذابح الأشوريين/الكلدان/السريان.
تعرضت مدينة مديات (أكبر مدن طور عبدين)، وقرى حاح، بقصيونو، ديرو دصليبو، شولح (مع ديرها القديم دير مار يعقوب)، عين وردو، أنحل، كفرو، آركح (مع دير مار ملكي)، باسبرين، ميدن، آزخ، وغيرها من المواقع الهامة للكنيسة السريانية الأرثوذكسية خلال الحرب العالمية الأولى لمذابح اقترفها العثمانيون كجزء من حملات التصفية بحق المسيحيين القاطنيين في معظم أنحاء الإمبراطورية العثمانية ومنهم سريان طور عبدين الذين ذبح وقتل منهم قرابة النصف مليون شخص وذلك على يد الجيش التركي والميليشيات الكردية التي كانت تسكن المنطقة، تزامنت تلك المذابح مع مذابح الأرمن، ويسمي السريان المجازر التي تعرضوا لها بسيفو أي السيف، عقب تلك الأحداث الفظيعة التي قُتل فيها قسم كبير من السريان نزح قسم أكبر منهم من طور عبدين إلى سوريا ولبنان ومن ثم إلى مناطق أخرى في العالم وبقي منهم اليوم في طور عبدين ما يقارب 2500 شخص وسكن في قراهم الأكراد الذين اشتركوا بذبحهم وتهجيرهم، وأغلب السريان الذين هاجروا من طور عبدين إلى أوروبا توجهوا إلى السويد وألمانيا وبالدرجة الثانية إلى الولايات المتحدة وكندا وإستراليا، في السنوات الأخيرة بدأت عدد من العوائل السريانية المهاجرة بالعودة إلى طور عبدين.
وفي النصف الأخير من القرن الماضي عمدت الحكومات التركية المتعاقبة على تتريك أسماء القرى في طور عبدين وذلك بتغيير اسمائها السريانية الأصلية، هذا فضلا عن قيامها بإجبار السريان على تغيير أسماء عوائلهم السريانية واستبدالها بأخرى تركية.

## مواضيع ذات صلة
- الكنيسة السريانية الأرثوذكسية
- دير مار كبرئيل
- مجازر ديار بكر (1895)
- مذابح الأشوريين/الكلدان/السريان
- الآشوريون في تركيا